# Jaquette
Pour l’article homonyme, voir Jaquette (livre).
 (février 2024).
Motif : Quel(s) sujet(s) est/sont admissible(s), i.e. documenté(s) par des sources secondaires centrées ?
La jaquette peut désigner : 
1. Vêtement d'homme descendant jusqu'aux genoux et serré à la taille par une ceinture, qui était porté par les paysans et les hommes du peuple au Moyen Âge[1].
2. Vêtement d'homme, ajusté à la taille, à longs pans arrondis ouverts sur le devant (ce qui le différencie de la redingote), qui ne se porte plus actuellement que dans les cérémonies officielles et certaines manifestations mondaines (par exemple les mariages dans la haute société). Cette veste longue (comme une queue-de-pie, mais à l'extrémité arrondie) se porte avec un pantalon assorti ou non, un gilet et une cravate. Son équivalent (style formel) pour la soirée est la queue-de-pie[2].
3. Veste de femme ajustée à la taille et pourvue de basques plus ou moins longues, qui fait généralement partie d'un costume tailleur.

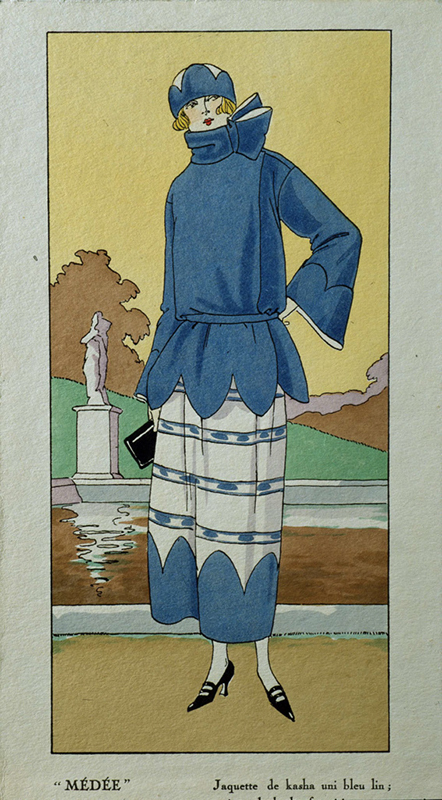
Jaquette de kasha, années 1920.
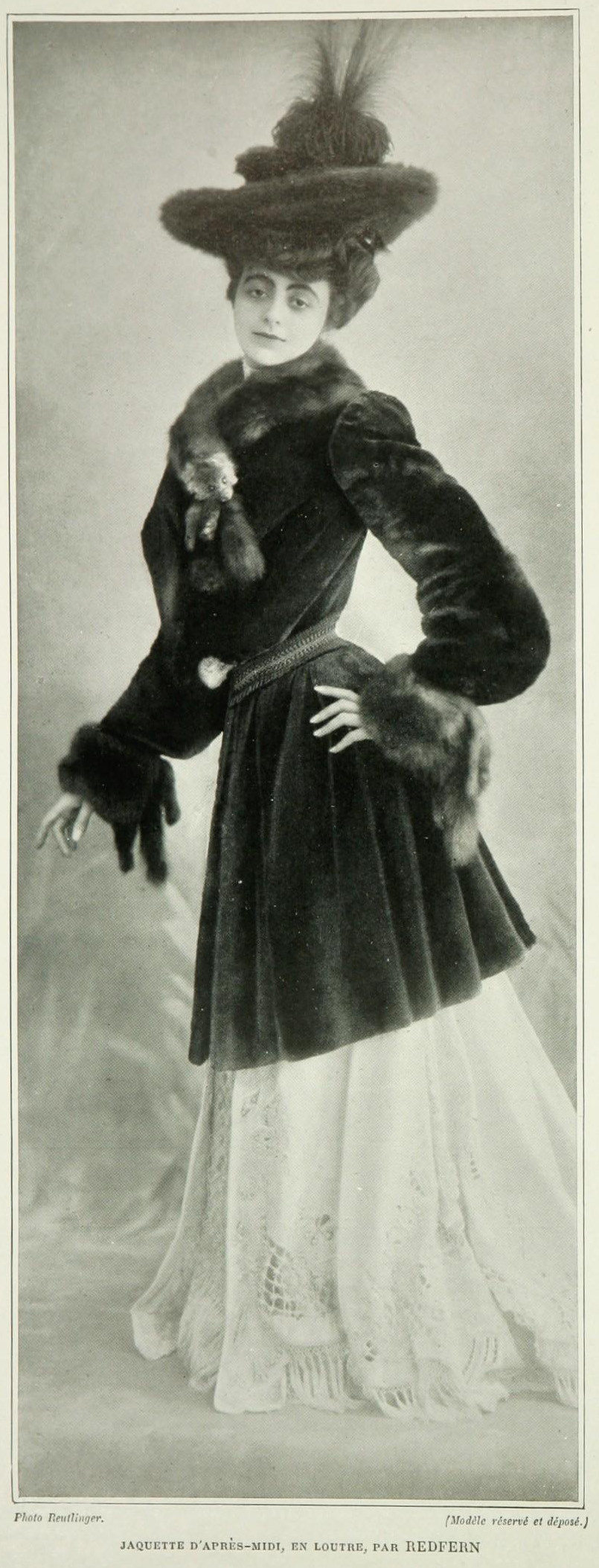
Jaquette d'après-midi en loutre, 1909. Photo de Léopold-Émile Reutlinger.

### Autres significations
- Être de la jaquette désigne en argot une personne homosexuelle.
- Le mot « jaquette » peut également désigner la couverture d'un livre, d'un DVD ou d'un CD.